# Robert Ehrlich
Robert Leroy "Bob" Ehrlich, Jr. (Artubus, Maryland, 25 de noviembre de 1957) es un político estadounidense del Partido Republicano. Desde enero de 2003 hasta enero de 2007 ocupó el cargo de gobernador de Maryland, y desde enero de 1995 hasta enero de 2003 fue congresista. Fue denotado por el alcalde —después gobernador— Martin O'Malley en 2006 y en 2010.